# Kỹ thuật xây dựng dân dụng

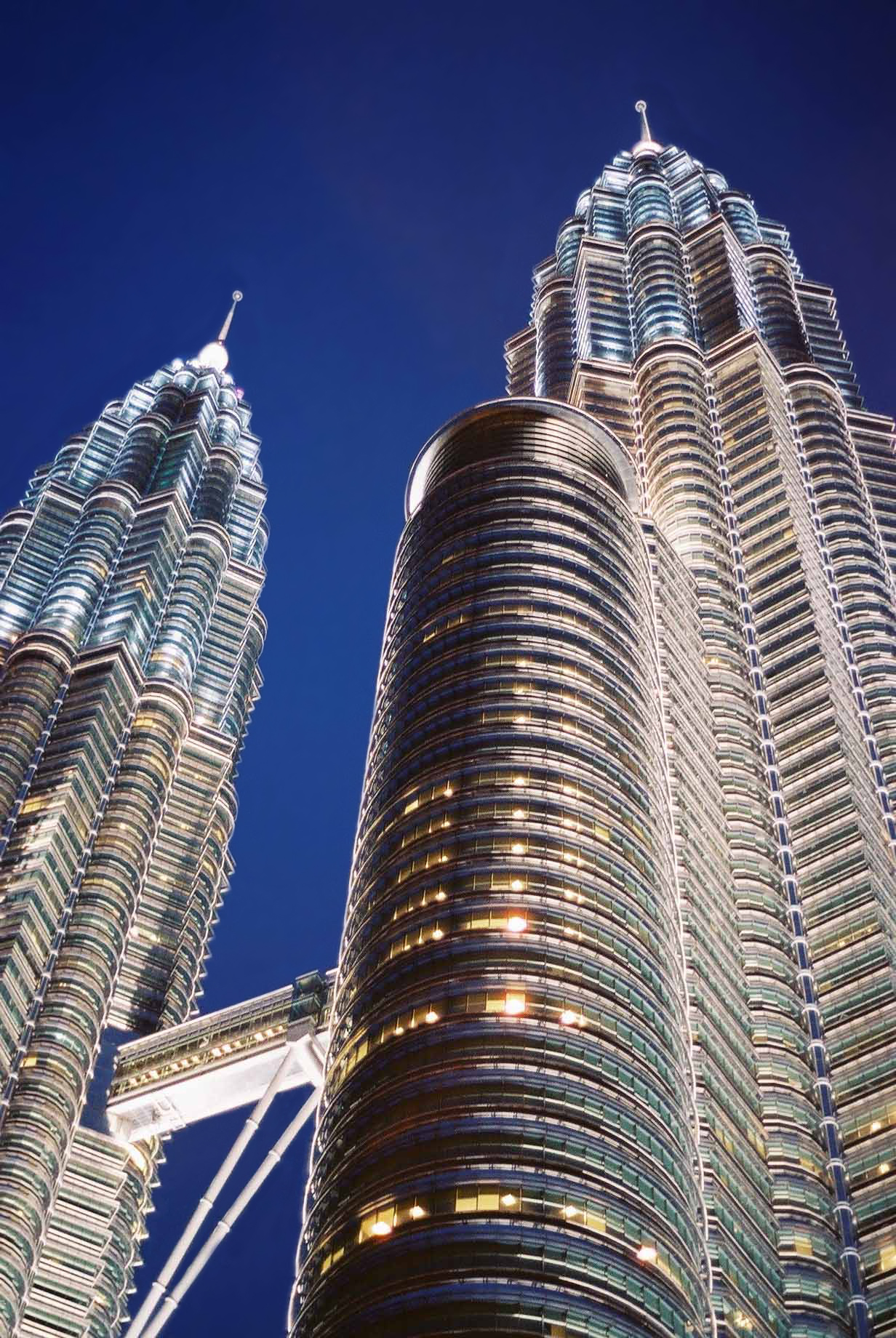
Tháp đôi Petronas, do kiến trúc sư Cesar Pelli và các kĩ sư Thornton-Tomasetti và Ranhill Bersekutu Sdn Bhd thiết kế, giữ kỉ lục tòa nhà cao nhất thế giới từ 1998 đến 2004.

Kỹ thuật xây dựng dân dụng là một ngành kỹ thuật chuyên nghiệp có nhiệm vụ thiết kế, thi công và bảo trì các công trình dân dụng cũng như tự nhiên như cầu, đường, đường hầm, đập, tòa nhà, v.v. Kỹ thuật xây dựng dân dụng là ngành kỹ thuật lâu đời nhất chỉ sau kỹ thuật quân sự, nó được coi là ngành phi quân sự để phân biệt với kỹ thuật xây dựng các công trình quân sự. Theo truyền thống, ngành này thường được chia ra làm các ngành nhỏ như kỹ thuật môi trường, địa kỹ thuật, kỹ thuật kết cấu, kỹ thuật giao thông, kỹ thuật đô thị, kỹ thuật môi trường nước, kỹ thuật vật liệu, kỹ thuật công trình biển, khảo sát, và kỹ thuật xây dựng. Kỹ thuật xây dựng dân dụng có mặt ở mọi cấp độ: trong phạm vi công cộng, nhà nước đến tư nhân, và rộng hơn là trên khu vực và quốc tế.